# Lijst van voetbalinterlands Chili - Italië (vrouwen)
Deze lijst van voetbalinterlands is een overzicht van alle officiële voetbalinterlands tussen de nationale vrouwenteams van Chili en Italië. De landen hebben tot nu toe drie keer tegen elkaar gespeeld.

## Wedstrijden
| № | Plaats    | Datum            | Competitie                                     | Wedstrijd      | Uitslag |
| - | --------- | ---------------- | ---------------------------------------------- | -------------- | ------- |
| 1 | São Paulo | 15 december 2011 | International Women's Football Tournament 2011 | Chili − Italië | 0 − 6   |
| 2 | São Paulo | 18 december 2011 | International Women's Football Tournament 2011 | Italië − Chili | 3 − 2   |
| 3 | Empoli    | 18 januari 2019  | Vriendschappelijk                              | Italië − Chili | 2 − 1   |

## Samenvatting
| Competitie                                | Totaal gespeeld | Winst Chili | Gelijk | Winst Italië | Doelsaldo Chili – Italië |
| ----------------------------------------- | --------------- | ----------- | ------ | ------------ | ------------------------ |
| International Women's Football Tournament | 2               | 0           | 0      | 2            | 2 − 9                    |
| Vriendschappelijk                         | 1               | 0           | 0      | 1            | 1 − 2                    |
| Totaal                                    | 3               | 0           | 0      | 3            | 3 − 11                   |